# Hugo Hrbáček
Hugo Hrbáček (1. prosinec 1914 Trident – 5. říjen 1982) byl československý válečný letec, velitel 310. a 312. československé stíhací perutě RAF, generálmajor in memoriam.

## Život a působení
Po absolvování vojenské akademie v Hranicích a v Prostějově začal v roce 1938 sloužil v hodnosti poručíka v československém letectvu. Dne 6. 5. 1939 odešel do exilu. Nejdříve sloužil v francouzské armádě, později ve Velké Británii u Royal Air Force. Od 1. 2. 1943 do 15. 10. 1943 dělal velitele 310. československé stíhací perutě RAF. Dne 21. 5. 1944 byl sestřelen nad Francií, kde se pak skrýval až do příchodu spojeneckých vojsk. Od 19. 4. 1945 do 18. 10. 1945 dělal velitele 312. československé stíhací perutě RAF. V této funkci (v hodnosti štábního kapitána letectva) přivedl tuto peruť do osvobozeného Československa, kde pak působil ve velitelských funkcích. Dne 1. 3.1946 byl povýšen do hodnosti podpukovník letectva. Od 10. 7. 1946 do 16. 8. 1947 byl velitelem 5. leteckého pluku v Českých Budějovicích. Dne 9. 3. 1948 byl vyslán na dovolenou. Dne 1. 5. 1948 pak na dovolenou s čekaným. V noci 14. 7. 1948 odletěl, spolu s jinými bývalými příslušníky československého zahraničního vojska ve Velké Británii, z letiště Praha Kbely letadlem C-47 Skytrain do exilu, a to do Manstonu v Británii. Zemřel 5. 10. 1982 a je pohřben na vojenském hřbitově Brookwood, Long Ave. Dne 7. 3. 1992 byl povýšen do hodnosti generálmajora letectva in memoriam.

## Vyznamenání
- Československý válečný kříž 1939, udělen 5x
- Záslužný letecký kříž (Distinguished Flying Cross)
- a další[2]